# Swerdlowsk (Ukraine)
Swerdlowsk (ukrainisch Свердловськ – ukrainisch offiziell seit dem 12. Mai 2016 Dowschansk/Довжанськ; russisch Свердловск Swerdlowsk) ist eine Stadt von regionaler Bedeutung im Osten der Ukraine. Sie ist Verwaltungssitz des Rajon Dowschansk und mit 64.225 Einwohnern (2016) die siebtgrößte Stadt der Oblast Luhansk.

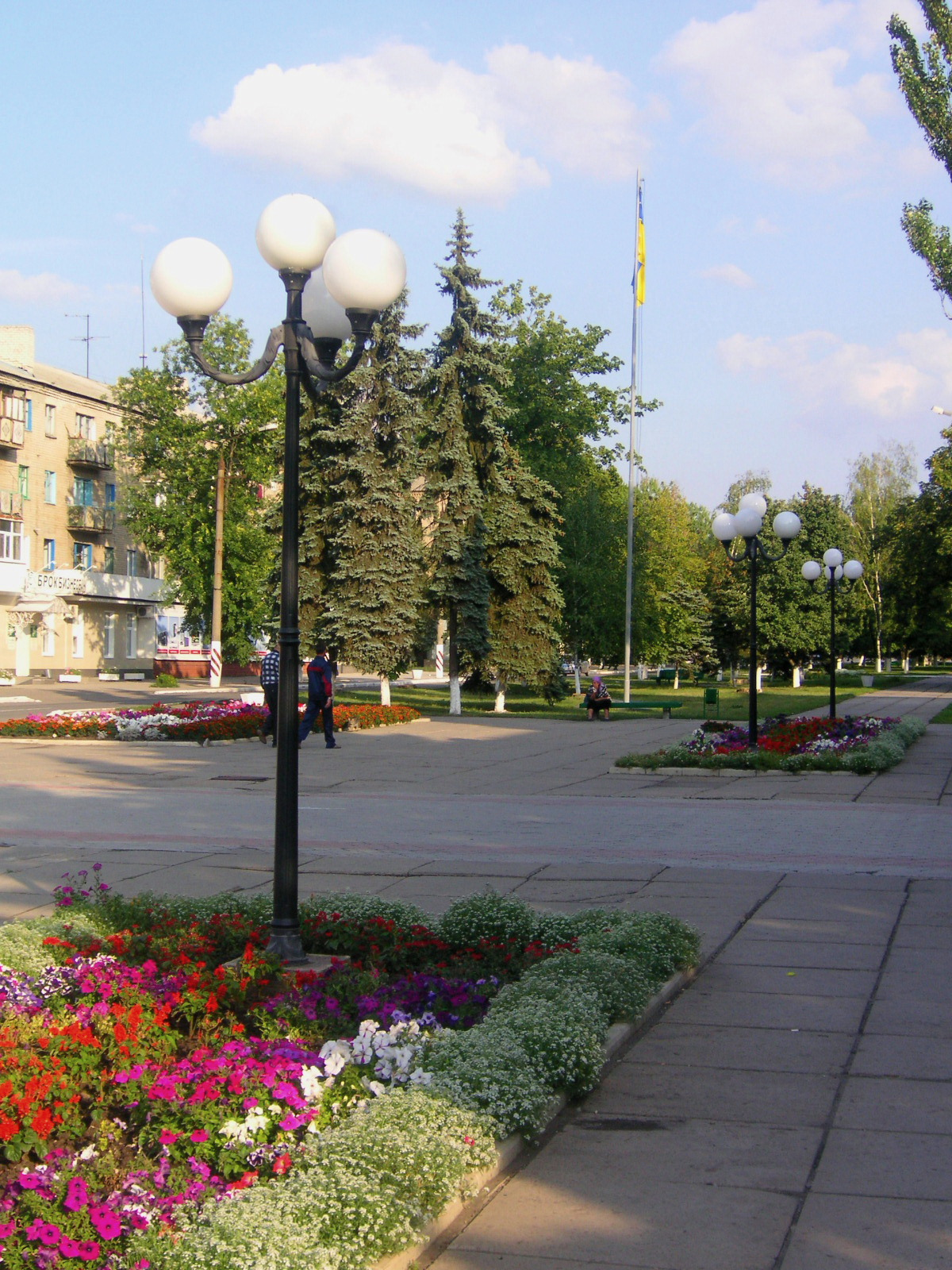
Engels-Straße in Swerdlowsk

Die Stadt befindet sich im östlichen Donezbecken etwa 80 Kilometer südlich der Oblasthauptstadt Luhansk.

## Geschichte
Die Stadt entstand im Jahr 1938 durch den Zusammenschluss mehrerer Dörfer und ist nach dem sowjetrussischen Politiker, Revolutionär und Bolschewik Jakow Swerdlow (1885–1919) benannt. In Swerdlowsk befand sich das Kriegsgefangenenlager Nummer 470 für deutsche Kriegsgefangene.
Seit Sommer 2014 ist der Ort im Verlauf des Ukrainekrieges durch Separatisten der Volksrepublik Lugansk besetzt.
Am 28. Mai 2009 wurde in der Werchowna Rada der Ukraine ein Gesetzentwurf vorgestellt, in welchem geplant wurde, die Stadt Swerdlowsk in Dowschansk (Довжанськ) umzubenennen. Am 12. Mai 2016 erfolgte die offizielle Umbenennung in Dowschansk, nachdem der Ort aber derzeit nicht unter der Kontrolle der ukrainischen Regierung steht, konnte die Umbenennung de facto nicht durchgeführt werden.

## Bevölkerung

### Bevölkerungsentwicklung
Während die Einwohnerzahl der Stadt zu Zeiten der Sowjetunion stetig wuchs nimmt sie in ähnlichem Maße seit der Unabhängigkeit der Ukraine ab.
Quellen:
1926–1939, 1989–2016: 
1959: 
1970: 
1979: 

### Ethnische Zusammensetzung
Laut Volkszählung der Bevölkerung der Ukraine (2001) gibt es drei große ethnische Gruppen in der Stadt:
- Ukrainer – 52,0 %
- Russen – 42,6 %
- Weißrussen – 1,2 %

## Stadtgemeinde

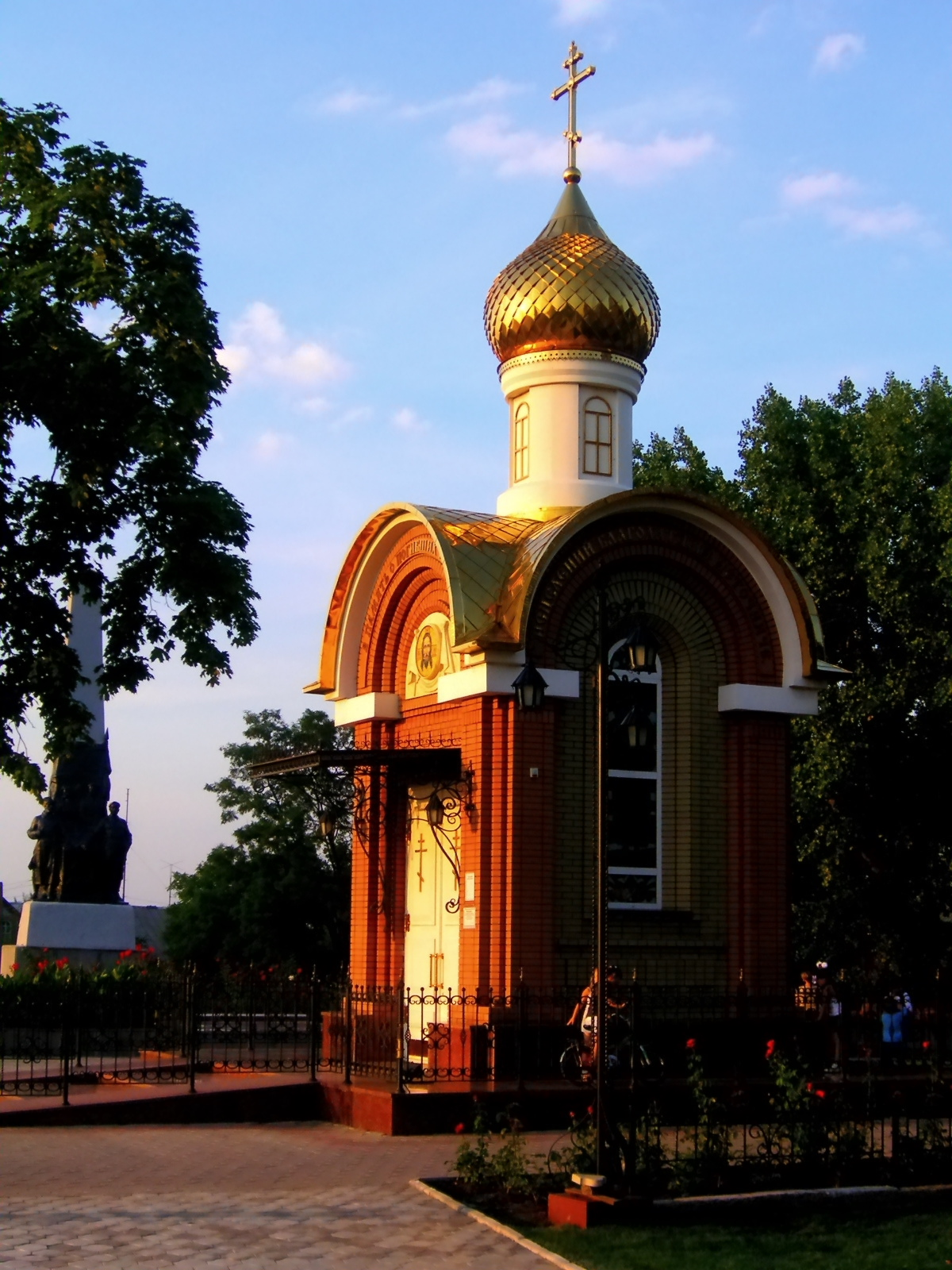
Kapelle der heiligen Barbara in Swerdlowsk

Die Stadtgemeinde Swerdlowsk (ukrainisch Свердловська міськрада) hat 98.436 Einwohner (1. September 2012) und eine Fläche von 84 km². Sie gliedert sich in 2 Stadtgemeinden und 5 Siedlungsratsgemeinden die der Stadtgemeinde Swerdlowsk zugeordnet sind.
Zur Stadtgemeinde gehören neben Swerdlowsk die Stadt
- Tscherwonopartysansk (eigene Stadtgemeinde – offiziell seit 2016 Wosnesseniwka/Вознесенівка[10]),

die Siedlungen städtischen Typs
- Kalininskyj (eigene Siedlungsratsgemeinde – offiziell seit 2016 Kundrjutsche/Кундрюче[11])
- Komsomolskyj (eigene Siedlungsratsgemeinde – offiziell seit 2016 Dubowe/Дубове[12])
- Leninske (eigene Siedlungsratsgemeinde – offiziell seit 2016 Waljaniwske/Вальянівське[13])
- Pawliwka (Siedlungsratsgemeinde Wolodarsk)
- Schachtarske (eigene Siedlungsratsgemeinde)
- Wolodarsk (eigene Siedlungsratsgemeinde – offiziell seit 2016 Wedmesche/Ведмеже[14])

die zwei Dörfer
- Kondrjutsche (Кондрюче, Siedlungsratsgemeinde Kalininskyj)
- Malowedmesche (Маловедмеже, Siedlungsratsgemeinde Leninske)

sowie die fünf Siedlungen
- Chmelnyzkyj (Хмельницький, Siedlungsratsgemeinde Kalininskyj)
- Fedoriwka (Федорівка, Siedlungsratsgemeinde Leninske)
- Kysselewe (Киселеве, Siedlungsratsgemeinde Schachtarske)
- Prochladne (Прохладне, Siedlungsratsgemeinde Komsomolskyj)
- Ustyniwka (Устинівка, Siedlungsratsgemeinde Leninske)

.
Die Siedlungen liegen an ehemaligen Kohleminen in 8 bis 26 km Entfernung vom eigentlichen Swerdlowsk entfernt.

## Söhne und Töchter der Stadt
- Jurij Jelissjejew (* 1949), sowjetisch-ukrainischer Fußballspieler und -trainer
- Olha Pywowarowa (* 1956), Ruderin
- Wiktor Koschelnyk (* 1963), Held der Ukraine[15]